# Homògraf
Dues paraules són homògrafes quan s'escriuen i es pronuncien igual però corresponen a ètims o mots diferents; es tracta d'un cas d'homonímia oposat al de les paraules homòfones (que sonen igual però s'escriuen diferent). Els homògrafs són dues o més paraules que per evolució al llarg del temps han coincidit en alguna de les seves formes sense que tinguin cap relació entre elles: per exemple el verb "moure" té una forma de present (moc) que s'escriu exactament igual que la mucositat. L'homografia es pot usar com a recurs literari, essent un tipus de joc de paraules.